# 绩溪文庙
绩溪文庙是一座保存完整的文庙，位于中国安徽省宣城市绩溪县县城良安路，毗邻绩溪中学和绩溪博物馆。
绩溪文庙始建于1155年（南宋绍兴二十五年），宋元之交毁于兵灾。明正德年间重建，“规模甲于江南” ，拥有精美的彩绘。清代修葺。1942年文庙遭日机轰炸，仅存大成殿、廊庑等。1946年由县医院占用。1958年县政府进驻文庙。1998年5月，绩溪文庙公布为安徽省文物保护单位。2005年，香港编舞家曹诚渊捐资重建棂星门、泮池、庭院。
文庙后面的明伦堂考棚，坐落在适之街北端绩溪中学校园内，是安徽省仅存的古代考场实例。1997年公布为绩溪县文物保护单位。2012年6月，并入安徽省文物保护单位绩溪文庙。
2019年10月7日，绩溪文庙公布为全国重点文物保护单位。